# Dharmaraksza
Dharmaraksza (ur. 231, zm. 316, 313 lub 308) (Dharmarakṣa; chiń. 竺法護; pinyin Zhú Fǎhù; kor. 축법호, Ch'uk Pŏpho; jap. じく ほうご, Jiku Hōgo; wiet. Trúc Pháp Hộ; pol. (Indyjski) Obrońca Dharmy; także chiń. 竺昙摩罗剎; pinyin Zhútánmóluōshā) – tłumacz i propagator buddyzmu w Chinach.

## Życiorys
Pochodził z Dunhuangu i był z pochodzenia Tocharem. W wieku 8 lat przyjął nazwisko swojego nauczyciela Zhu Gaozuo (竺高座). Jako młody człowiek wędrował po krajach Azji Środkowej i uczył się tamtejszych języków.
W 266 roku przybył do Luoyangu, będącego wówczas stolicą dynastii Jin. Lata jego aktywności obejmują okres pomiędzy 266 a 308 rokiem. Znał 36 języków. Wydał 150 tłumaczeń; do dziś zachowało się ich 93. Dokonywał ich w takich klasztorach jak Baima i Tianshui. Działał w Chang’anie, Luoyangu i Dunhuangu.
Dokonał najwcześniejszego istniejącego tłumaczenia Sutry Lotosu w 286 r., które poprawił w 290 r. W 286 r. przetłumaczył Pañcavimśati (Guangcanjing), potem Saddharmapundarikę (Zhengfahuajing) i inne teksty jak Bhadrakalpa, Viśeṣacintā-brahma-paripricchā, Vasudhara sūtra, Avaivartikacarya sūtra, Yogācārabhūmi (Xiuxing daodijing) Sangharakszy.
Jego translatorska i misjonarska działalność nawróciła wielu Chińczyków na buddyzm i uczyniła z Chang’anu najważniejszy ośrodek buddyzmu w Chinach.
Jeden z jego uczniów Fucheng założył w 280 roku klasztor buddyjski w Dunhuangu.

## Tłumaczenia
Teksty znajdujące się w kanonie buddyjskim. T – numer katalogowy tekstu w Taishō Shinshū Daizōkyō, Tokio 1924-1934; K – numer katalogowy tekstu w The Korean Buddhist Canon: a Descriptive Catalogue, pod red. Lewisa R. Lancastera, Berkeley 1979.
Sanskryt; j. chiński; j. koreański; j. tybetański
- Tathāgata-guhya-sūtra (280 r.) [T 310(3), K 22(3)] Miji jingang lishihui (jing) • Milchǒk kŭmgang yǒksahwe (kyǒng) • De.bshin.gśegs.pahi gsang.ba bsam.gyis.mi.khyab bstan.pa
- Svapna-nirdeśa-sūtra [T 310(4), K 22(4)] Jing jutian zuhui (lub Pusa shuomeng jing) • Chǒng kǒch'ǒn chahwe (lub Posal sǒlmong kyǒng) • Rmi.lam bstan.pa
- Ratnacūda(paripṛcchā)(sūtra) [310(47), K 22(47)] Baoji pusa hui (souwen jing) • Pogil posal hwe (somun kyǒng) • Gtsug.na.rin.po.ches shus.pa
- Samantamukha-parivarta(sūtra) (287 r.) (T 315, K 29) Pumen pin jing • Pomun p'um kyǒng • Kun.nas.sgohi lehu
- Garbhā-vakrānti-nirdeśa(sūtra) (287 r.) (T 317, K 30) Baotai jing • P'ot'ae kyǒng • Tshe.dang.ldan.pa dgah.bo.la mngal du hjug.pa bstan.pa
- Mañjuśrī-buddha-kṣetra-guna-vyūha(sūtra) (290 r.) (T 318, K 31)Wenshushili fotuyanjing jing • Munsusaribul t'o ǒm chǒng kyǒng • Hjam.dpal.gyi.sangs.rgyas.kyi shing.gi yon.tan bkod.pa
- Ugra(datta)paripṛcchā(sūtra) (T 322, K 32) Yujia luoyuewen pusa xing jing • Uk kara uǒl mun posal haeng kyóng • Khyim.bdag.drag.śul.can.gyis shus.pa
- Bhadra-māyākāra-paripṛcchā(sūtra) (T 324, K 34) Huanshi renxian jing • Hwan sain hyǒn kyǒng • sgyu.ma.mkhan bzang.po lung.bstan.po
- Sumati-dārikā-paripṛcchā(sūtra) (T 334, K 39) Xumo tipusa jing • Uma chebosal kyǒng • Bu.mo blo.gros.bzang.mos shus.pa
- Aśokadatta-vyākarana (sūtra) (317 r.) (T 337, K 40) Asheshiwang nuashu dapusa jing • Asase wang nyǒ asul talposal kyǒng • Mya.ngan.med.kyis.byin.pa lung.bstan.pa
- Vimaladattā-paripṛcchā (sūtra) (289 r.) (T 338, K 41)
- Suṣthitamati(devaputra)paripṛcchā(sūtra) (T 342, K 44)
- Simha-paripṛcchā(sūtra) (T 343, K 46)
- (Upāya-kauśalya)jñānottara-bodhisattva-paripṛcchā(sūtra) (285 r.) (T 345, K 48)
- Maitreya-paripṛcchā(sūtra) (303 r.) (T 349, K 51)
- Akṣayamati(nirdeśa)-sūtra (308 r.) (T 403, K 70)
- Tathāgata-mahākarunā-nirdeśa(sūtra) (291 r.) (T 398, K 72)
- Mahāyānopadeśa(sūtra) (287 r.) (T 399, K 74)
- Wuyan tongzi jing (T 401, K 77)
- Daśabhūmika-sūtra (297 r.) (T 285, K 89)
- Pusa shizhu xingdaopin (T 283, K 92)
- Tathāgatotpatti-sambhava-nirdeśa(sūtra) (292 r.) (T 291, K 99)
- Dengmu pusa suowen sanmei jing (T 288, K 100)
- Dushipin jing (291) (T 292, K 103)
- Caturdārakasamādhi-sūtra (269) (T 378, K 108) Fangdeng banni yuan jing • Pangtǒng banni wǒn kyǒng • Khyehu bshihi ting.nge.hdsin
- Lalitavistara (sūtra) (308) (T 186, K 112) Puyao jing • Poyo kyǒng • Rgya.cher.rol.pa
- Saddharmapundarīka-sūtra (286) (T 263, K 117) Zhengfahua jing • Chǒngbǒphwa kyǒng • Dam.pahi chos pad.ma dkar.po
- Vimalakīrti-nirdeśa-sūtra (308) (T477, K 122) Dacheng dingwang jing • Taesǒng chǒngwang kyǒng •
- Fosheng daolitian weimushuo fa jing (pom. 280 a 290) (T 815, K 132)
- Avaivartikacakra-sūtra (284) (T 266, K 135)
- Sarvapunya-samuccaya-samādhi-sūtra (pom. 266 a 313)  (T 381, K 140)
- Brahmaviśeṣacintī-paripṛcchā-sūtra (286) (T 585, K 142)
- Lokadhara-paripṛcchā-sūtra (pom. 266 a 313) (T 481, K 145)
- Sarvavaidalya-samgraha-sūtra (pom. 266 a 313) (T 274, K 147)
- Ratna-kāranda(ka)(vyūha)-sūtra (270) (T 461, K 149)
- Wuji baosanmei jing (307) (T 636, K 170)
- Ajāta-śatrukaukṛtya-vinodana-sūtra (287) (T 627, K 175)
- Hastikakṣyā-sūtra (pom. 265 a 313) (T 813, K 184)
- Mañjuśri-vikrīdita-sūtra (314) (T 817, K 186)
- Mile xiasheng jing (303) (T 453, K 197)
- Sirīvivarta-vyākarana-sūtra (pom. 266 a 313) (T 565, K 204)
- Taizimupo jing (pom. 265 a 313) (T 168, K 210)
- Candraprabha-kumāra-sūtra (pom. 266 a 313) (T 534, K 219)
- Vatsa-sūtra (pom. 265 a 313) (T 809, K 230)
- Strīvivarta-vyākarana-sūtra (pom. 280 a 290) (T 562, K 231)
- Candraprabha-kumāra-sūtra (pom. 266 a 313) (T 535, K 234)
- Buddhakṣepana (pom. 266 a 313) (T 831, K 239)
- Julai duzheng zishi sanmei jing (pom. 266 a 313) (T 623, K 274)
- Longshi pusa benqi jing (pom. 266 a 313) (T 558, K 275)
- Aṣtabuddhaka-(sūtra) (pom. 266 a 313) (T 428, K 276)
- Yulanpen jing (pom. 266 a 313) (T 685, K 277)
- Ratnajālī-paripṛcchā-sūtra (pom. 266 a 313) (T 433, K 364)
- Pusaxing wushi yuanshen jing (pom. 266 a 313) (T 812, K 355)
- Śrimatī-brāmani-paripṛcchā-sūtra (pom. 266 a 313) (T 567, K 356)
- Sibu kede jing (pom. 266 a 313) (T 770, K 357)
- Suvikrānta-(cinta)-devaputra-paripṛccha-sūtra (pom. 266 a 313) (T 588), K 372)
- Sāgaranā-garāja-paripṛccha-sūtra (285) (T 598, K 377)
- Buddhasangīti-sūtra (pom. 266 a 313) (T 810, K 385)
- Bhadra-kalpika-sūtra (300) (T 425, K 387)